# ذنبة (جبلة)

تعديل مصدري - تعديل

ذنبة هي إحدى قرى عزلة المكتب بمديرية جبلة التابعة لمحافظة إب، بلغ تعداد سكانها 1240 نسمة حسب تعداد اليمن لعام 2004.